# Ev'rybody Alright!
「Ev'rybody Alright!」（エヴリバディ オーライト）は、Dreamの21作目のシングル曲。2010年10月6日発売。

## 概要
- 新生Dreamのメジャーシングル第2弾が10月6日に発売されることが、9月9日に公開[2]。
- 表題曲「Ev'rybody Alright!」がTV CMのイメージソングに決定[3]。
- 収録されている4曲中3曲は新曲。
- 「Secret Party」のみ『Dream Live Tour 2010 〜Road to dream〜』で披露されている。

## 収録曲

### CD
1. Ev'rybody Alright!
作詞：渡辺なつみ、作曲・編曲：Yosuke Ninbari、アディショナルアレンジ：ArmySlick
フジテレビ「フラワーネット TV」CMイメージソング[3]
2. GLORY
作詞：EMI K.Lynn、作曲・編曲：渡辺徹
3. Secret Party
作詞：MIZUE、作曲・編曲：KOSH
4. cinnamon
作詞：Kenn Kato、作曲・編曲：CLARABELL
5. Ev'rybody Alright!（Instrumental）
6. GLORY（Instrumental）
7. Secret Party（Instrumental）
8. cinnamon（Instrumental）

### DVD
1. Ev'rybody Alright!（Music Video）
2. Ev'rybody Alright!（Making Video）
3. Secret Party（LIVE from Dream Live Tour 2010 〜Road to dream〜）